# Southampton
Southampton là thành phố lớn nhất ở hạt Hampshire trên bờ biển phía nam nước Anh, và nằm 120 km (75 dặm) phía tây nam London và 30 km (19 dặm) phía tây bắc của Portsmouth. Southampton là một cảng lớn và thành phố gần nhất với New Forest. Nó nằm tại điểm cực bắc của nước Southampton tại hợp lưu của sông Test và sông Itchen, với sông Hamble gia nhập ở phía nam của khu vực đô thị. Chính quyền địa phương là Hội đồng thành phố Southampton, là một quyền đơn nhất.
Các đơn vị sử dụng lao động đáng kể trong Southampton gồm có Đại học Southampton, Sân bay Southampton, nhà máy Ford Transit, Cục bản đồ, đài BBC thông qua Đài phát thanh Solent và South Today, NHS. Thành phố đại diện cho cốt lõi của vùng đô thị Southampton, và các thành phố có dân số ước tính 253.651 người (MYE 2011). Southampton kết hợp với Portsmouth để hình thành một khu vực đô thị trải dài từ Salisbury Bognor Regis. Với dân số 1.547.000 người, vùng đô thị này lớn thứ tám của Vương quốc Anh. Tên của thành phố đôi khi là viết tắt bằng văn bản "So'ton" hoặc "Soton", một cư dân của Southampton được gọi là một Sotonian. Southampton là lưu ý liên kết của nó với RMS Titanic, the Spitfire và gần đây một số tàu du lịch lớn nhất thế giới.
Thành phố có cảng hành khách đi châu Âu lục địa nhưng số lượng khách xuyên Đại Tây Dương đã sút giảm. Các ngành công nghiệp chính của thành phố bao gồm: đóng tàu, sản xuất xe ô tô. Thành phố có Cung điện vua John (thế kỷ 12), các cổng thế kỷ 14 của tường thành Norman và Phòng triển lãm Nghệ thuật Southampton. Thành phố có Đại học Southampton (1862) và một trường trung học (grammar school) thế kỷ 16. Khu định cư La Mã Clausentum và sau này là thị trấn Saxon Hamwih nằm ở đây. Trong thời kỳ Trung Cổ, Southampton đã là một cảng quan trọng của Anh. Nó đã trở thành một khu nghỉ mát vào thế kỷ 18. Trong thời kỳ Chiến tranh thế giới thứ hai cảng này đã bị phá hủy nặng.